# Paraguayo Cubas
Paraguayo Antonio Cubas Colomés (Washington D. C., Estados Unidos, 8 de janeiro de 1962), também conhecido como Payo Cubas, é um advogado e político paraguaio nascido nos Estados Unidos.
Cubas serviu como senador do Paraguai durante o período 2018-2019 e foi um dos candidatos à Presidência da República do Paraguai para o período 2023-2028, ficando em terceiro lugar, com 23% dos votos. 

## Biografia
Nasceu na capital dos Estados Unidos em 1962, em um hospital militar localizado a poucos quarteirões da Casa Branca, onde seu pai, o coronel D.E.M. Roberto Cubas Barboza, era membro do Estado-Maior da Organização dos Estados Americanos, e estava em missão naquele país. Por isso o nomearam paraguaio.
Em 1998 foi candidato a governador pelo departamento do Alto Paraná pela Aliança Democrática (PLRA-PEN). Também foi candidato a prefeito municipal de Ciudad del Este em 2001.
Em 2018 foi eleito senador do Paraguai, pelo movimento Cruzada Nacional, sendo posteriormente expulso no final de novembro de 2019, por comportamento polêmico em suas ações.